# Biografielijst At

## Ata
- Said Atabekov (1965), Oezbeeks kunstenaar en fotograaf
- Ekaterina Atalık (1982), Russisch-Turks schaakster
- Suat Atalık (1964), Turks schaker
- Mustafa Kemal Atatürk (1881-1938), Turks president
- Georgi Atanasov (1882-1931), Bulgaars componist
- Georgi Atanasov (1933-2022), Bulgaars politicus

## Ate
- Mohammed Atef (+2001), Egyptisch terrorist
- Taylor Atelian (1995), Amerikaans actrice

## Ath
- Athanasius (ca.296-ca.373), Egyptisch patriarch en kerkvader
- Athaulf (+415), koning van de Visigoten (410-415)
- Minna Atherton (2000), Australisch zwemster

## Ati
- Daniel Atienza (1974), Spaans wielrenner

## Atk

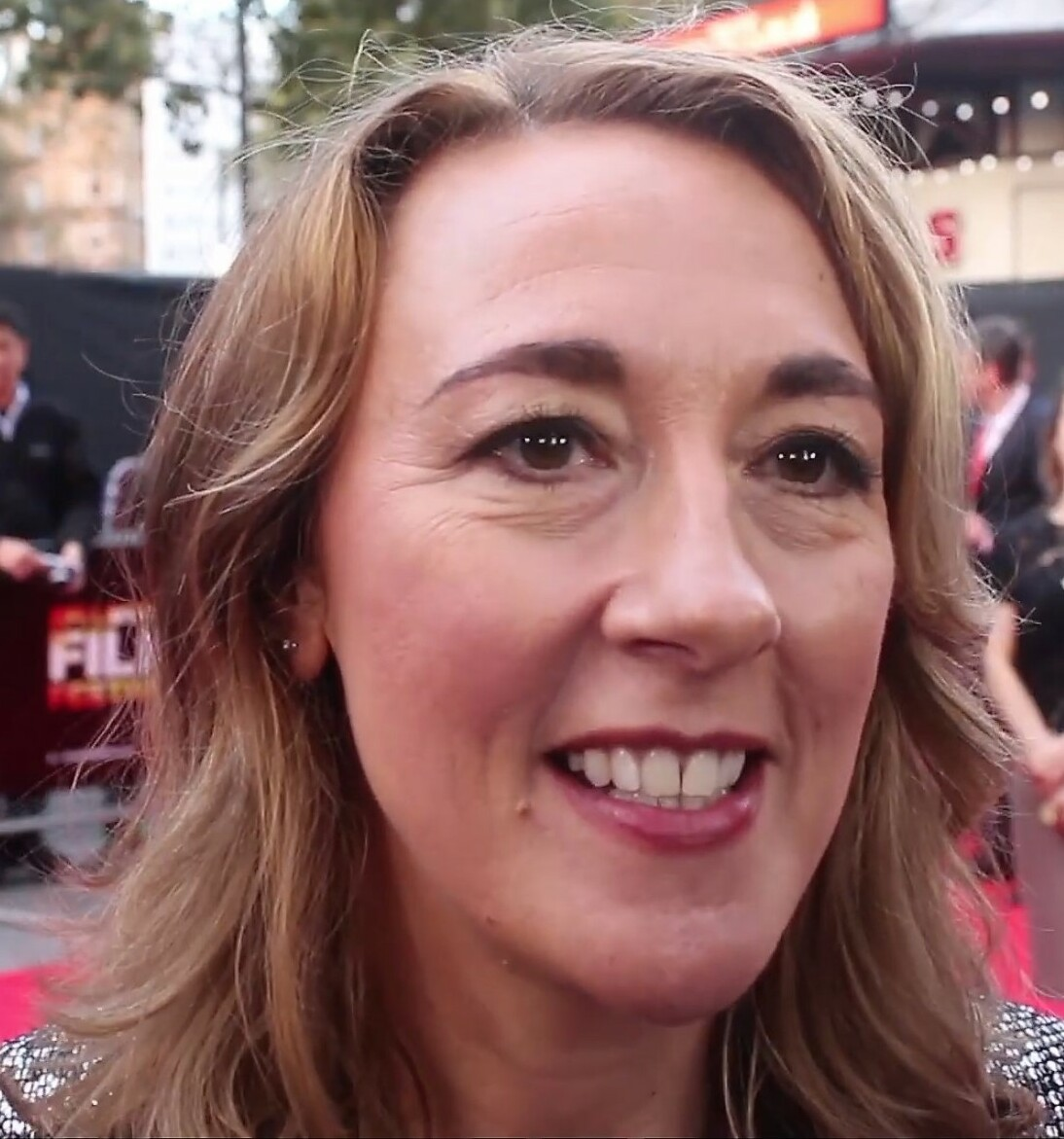
Dorothy Atkinson in 2014

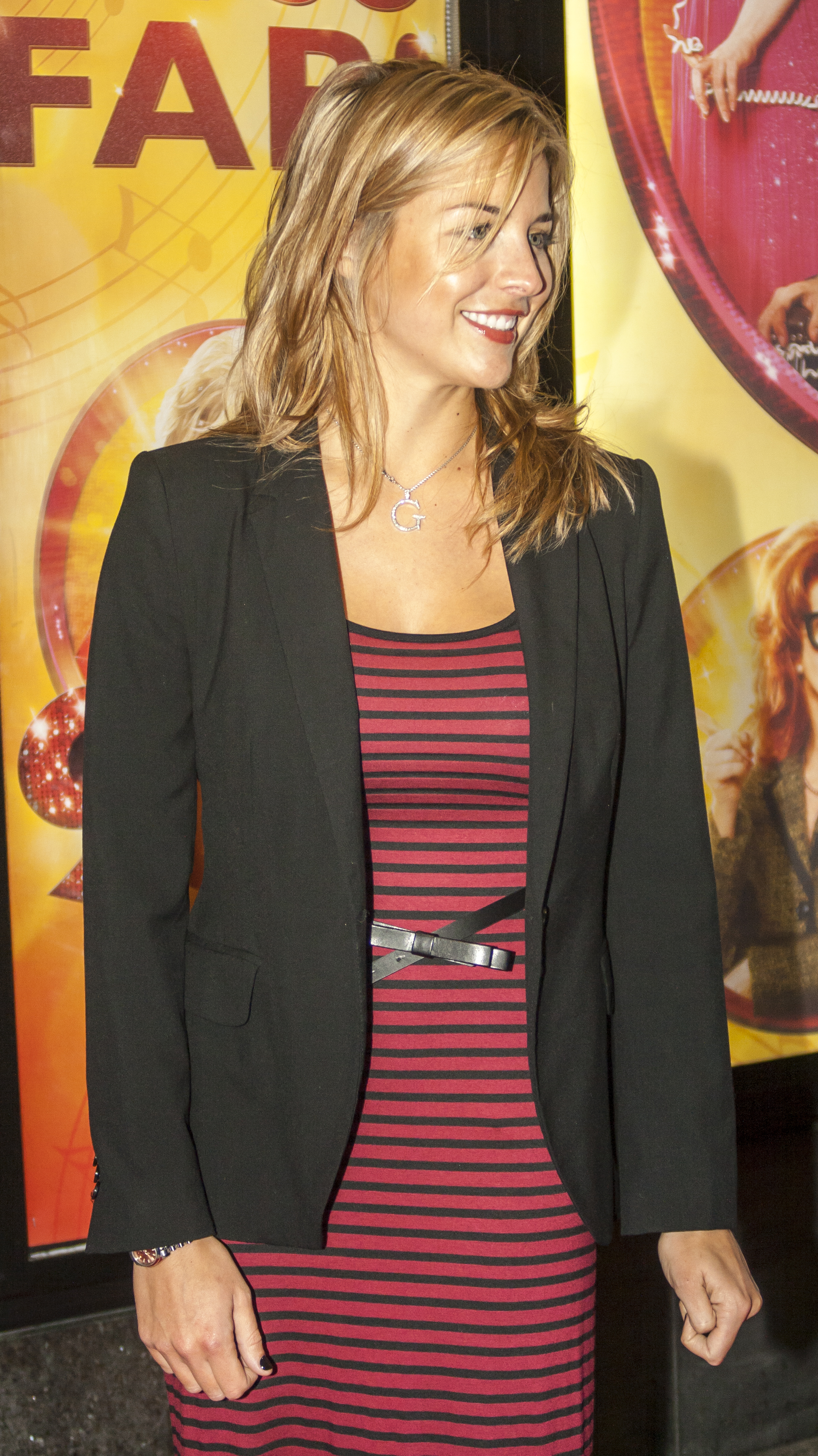
Gemma Atkinson

- Harvey Atkin (1942-2017), Canadees acteur
- Isabel Atkin (1998), Brits freestyleskiester
- Anna Atkins (1799-1871), Engels botanicus en fotograaf
- Derrick Atkins (1984), Bahamaans atleet
- Jeffrey Atkins (1976), Amerikaans rapper
- Juan Atkins (1962), Amerikaans musicus
- Martin Atkins (1965), Engels darter
- Robert Atkins (1930-2003), Amerikaans cardioloog
- Tom Atkins (1935), Amerikaans acteur
- Alia Atkinson (1988), Jamaicaans zwemster
- Ashlie Atkinson (1977), Amerikaans actrice
- Bill Atkinson (1951-2025), Amerikaans softwareontwikkelaar
- Chris Atkinson (1979), Australisch rallyrijder
- Courtney Atkinson (1979), Australisch triatleet
- Dalian Atkinson (1968-2016), Brits voetballer
- Diane Atkinson (geboortedatum onbekend), Brits historicus en auteur
- Dorothy Atkinson (1966), Brits actrice
- Gemma Atkinson (1984), Brits actrice en model
- Jayne Atkinson (1959), Brits actrice
- Juliette Atkinson (1873-1944), Amerikaans tennisster
- Martin Atkinson (1971), Brits voetbalscheidsrechter
- Paul Atkinson (1964-2004), Brits muziekproducer en gitarist
- Richard J.C. Atkinson (1920-1994), Brits archeoloog
- Rowan Atkinson (1955), Brits komiek en acteur
- Sid Atkinson (1901-1977), Zuid-Afrikaans atleet
- Ti-Grace Atkinson (1938), Amerikaans schrijfster en filosofe
- Vanessa Atkinson (1976), Nederlands squashspeelster

## Atl
- Dr. Atl (1875-1964), Mexicaans kunstschilder (Gerardo Murillo)
- Jean-Michel Atlan (1913-1960), Joods-Frans kunstschilder
- Tony Atlas (1944), Amerikaans bodybuilder, powerlifter en worstelaar

## Ato
- Vladimir Atoev (1999), Russisch autocoureur
- Thimothée Atouba (1982), Kameroens voetballer

## Ats
- Barry Atsma (1972), Nederlands acteur
- Joop Atsma (1956), Nederlands politicus
- Christian Atsu (1992-2023), Ghanees voetballer

## Att

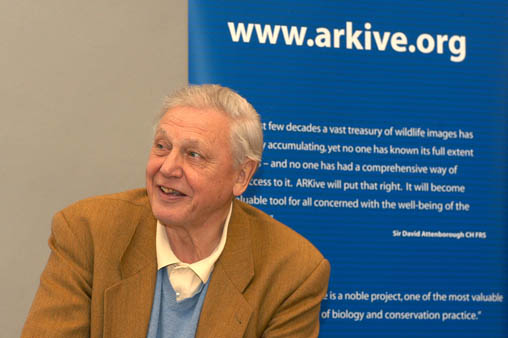
David Attenborough

- Mohammed Atta (1968-2001), Egyptisch terroristenleider
- Norbert Attard (1980), Maltees darter
- David Attenborough (1926), Brits natuurdocumentairemaker
- Richard Attenborough (1923-2014), Brits acteur, filmregisseur en filmproducent
- Kurt Atterberg (1887-1974), Zweeds componist, dirigent en muziekcriticus
- Lennart Atterwall (1911-2001), Zweeds atleet
- Raymond Atteveld (1966), Nederlands voetballer en voetbaltrainer
- Cécilia Attias (1957), Frans ex-presidentsvrouw
- Attila de Hun (ca.406-453), koning van de Hunnen
- Richard Attipoe (1957-2007), Togolees politicus
- Louis Attrill (1975), Brits roeier

## Aty
- Warren T. Atyeo (1927-2008), Nieuw-Zeelands arachnoloog

## Atz
- Jake Atz (1879-1945), Amerikaans honkballer